# دانکن کول
دانکن کول (انگلیسی: Duncan Cole; ۱۲ ژوئیهٔ ۱۹۵۸ – ۲۱ مهٔ ۲۰۱۴) بازیکن فوتبال اهل نیوزیلند بود.
وی همچنین در تیم ملی فوتبال نیوزیلند بازی کرده‌است.